# 藍緻密矮星系

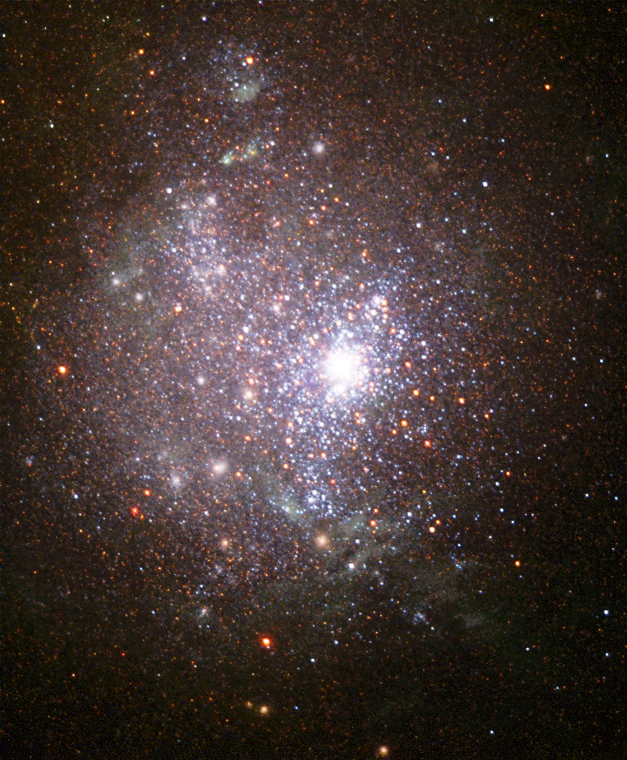
來自哈伯太空望遠鏡的NGC 1705影像，是鄰近的藍緻密矮星系的例子。

藍緻密矮星系（BCD星系）是天文學上對擁有年輕、炙熱、大質量恆星組成大星團的小星系所給的名稱，而這些恆星使星系的顏色偏藍。鄰近的例子有NGC 1705、NGC 2915和NGC 3353。